# 木泰
木泰（1455年7月29日—1502年12月20日），字本安，号介圣，纳西族名阿习阿牙（A-hsi A-ya），是丽江第十二代土司，官拜丽江知府。
木泰是木嵚的长子。相传他生而聪慧，对东巴文无师自通，人们认为他是麦琮（牟保阿琮）的转世。1485年，木嵚逝世，木泰嗣位。蕃族头目阿加南入侵丽江下属的白甸等地，被木泰率兵击退。1487年，阿加南再次入侵，木泰大破之于哈巴江，杀匪首二十七人、擒十八人。同年，别甸村归附，被并入鼠罗之地。
1488年，受明朝册封太中大夫、丽江知府。1490年，再度击退阿加南，攻取你那（维西）的巴罗、岩瓦两村。翌年征服中甸的托散等地，此后陆续兼并中甸各村。
木泰不仅精通东巴文经典，也精通汉文诗文，被后人列为“木氏六公”之一。

## 家族
- 父：木嵚
- 母：淑人阿室顺（观音善，鹤庆高知县之女）

- 妻：淑人阿室卷（阿室善贵，邓州知州阿氏之女）

- 子：
  - 木定（阿牙阿秋）
  - 木鍾
  - 木榆（阿牙阿于）[1]
  - 木伦（阿牙阿连）
- 女：
  - 木氏先（嫁永宁知府阿绰）
  - 木氏书（阿鼠，嫁北胜副将同章宏）
  - 木氏蒙（嫁北胜州府同知高聪）
  - 木氏恩（阿图，嫁章宏）

## 脚注
1. ↑  在《木氏宦谱》中，木榆的事迹被以浓墨涂抹。根据学者张永康的考证，木榆因图谋夺位而遭处死。